# Pont Rouge (Berne)
Pour les articles homonymes, voir Pont Rouge (homonymie).
Le pont Rouge (rote Brücke en allemand) était un pont ferroviaire sur l'Aar qui reliait la gare de Berne à Berne-Wylerfeld entre 1858 et 1941. Il tient son nom populaire de sa couleur rouge due à la peinture au plomb qui le recouvrait pour le préserver de la rouille.

## Impressions

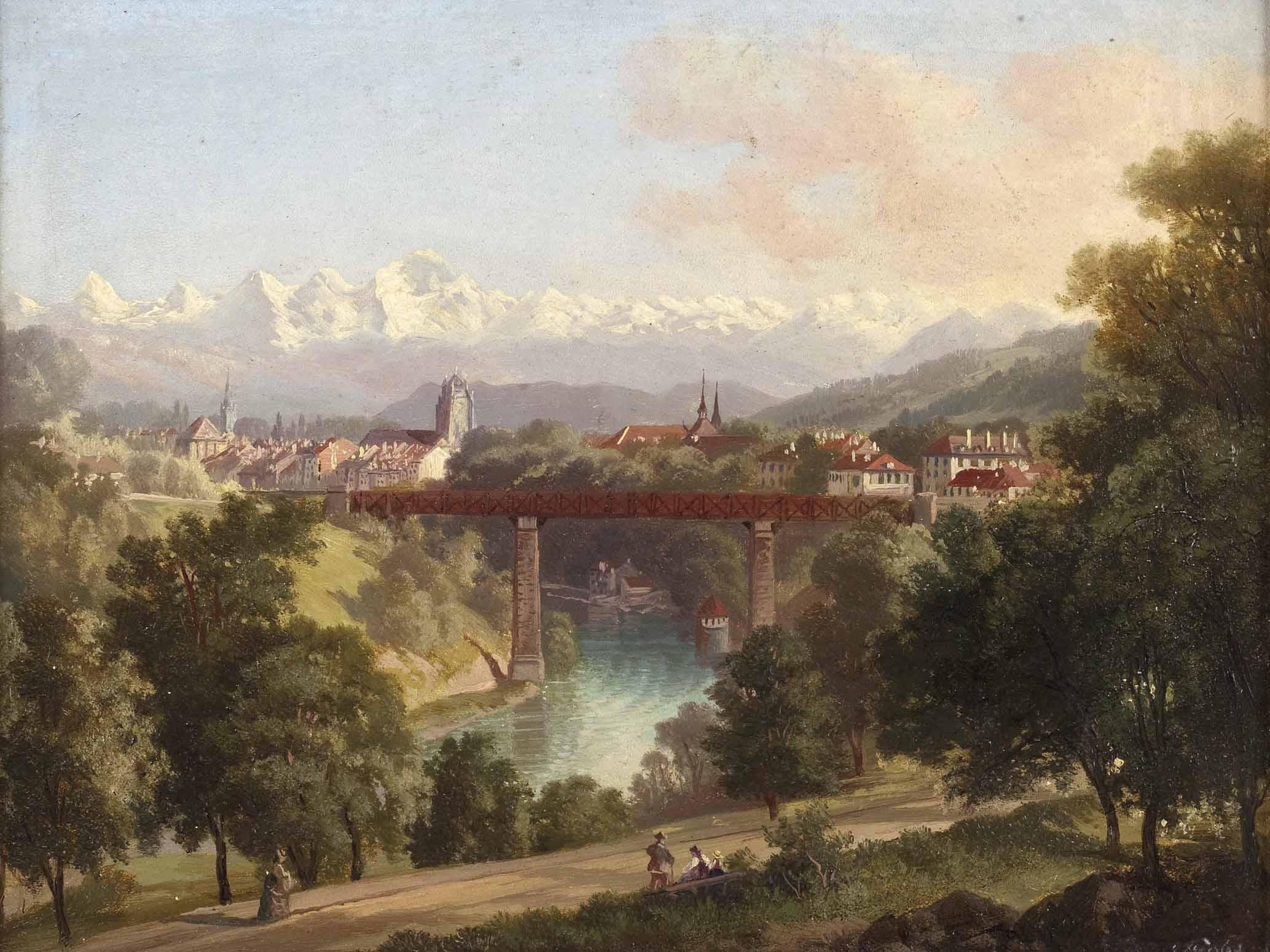
Peinture de Karl Fuchs, XIXe siècle
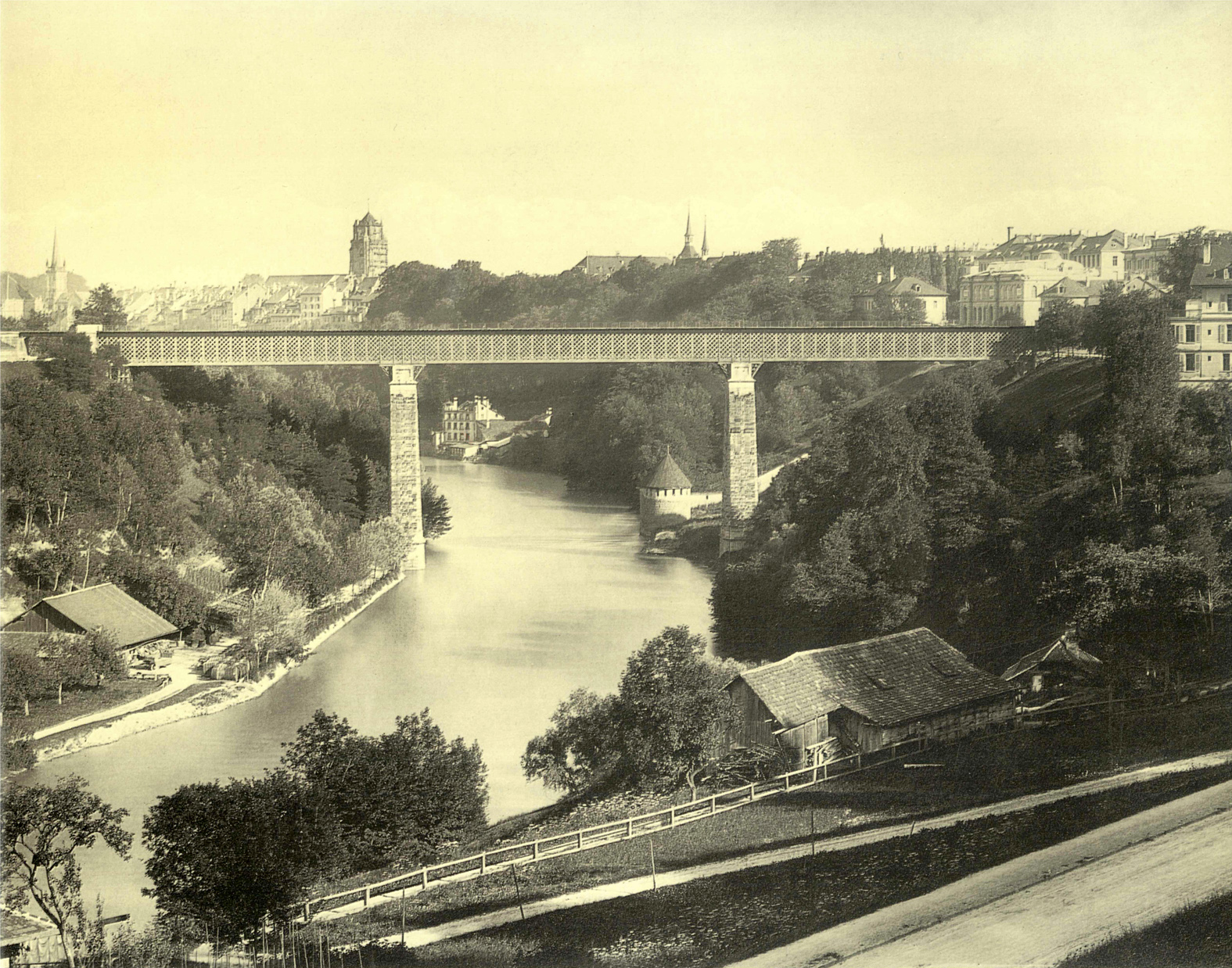
Vue du "Bierhübeli", vers 1870
Un groupe de soldats garde le pont rouge pendant la grève nationale de 1918

## Historique
Le pont Rouge faisait partie de la ligne de chemin de fer Olten-Berne que les chemins de fer du central suisse ont construite entre Herzogenbuchsee et Berne. Le pont a été conçu par Gränicher pour traverser l'Aar peu avant la gare centrale de Berne depuis Wylerfeld. En mai 1856, les travaux de fondation des culées du pont débutent. Le 16 juin 1857, la ligne de chemin de fer entre Herzogenbuchsee et les portes de la ville de Berne à Wylerfeld via Berthoud et Zollikofen est ouverte. Une gare temporaire est installée à Wylerfeld, car le pont n'est pas encore terminé. Pendant plus d'un an, les voyageurs doivent se rendre de Wylerfeld au centre-ville en diligence. Le 8 novembre 1858, l'essai de conduite est réalisé, et le 15 novembre suivant, le pont est ouvert à la circulation, et les trains en provenance de Bâle et de Zurich peuvent entrer à Berne. La gare de Berne sera inaugurée le 1er mai 1860.

## Structure
Le pont était en fer, soutenu par deux grands piliers en pierre. Il y avait deux voies de chemins de fer en haut et un passage pour les piétons et les charrettes en bas. Ce passage était fermé sur les côtés par une construction en treillis et par des plaques sur le dessus pour le protéger des chutes de charbon. Il traversait la culée à chaque extrémité du pont, puis suivait le pied du remblai en tournant à gauche et à droite. Il y avait toujours des accidents sur le passage, parce que les chevaux prenaient peur lorsque les trains passaient au-dessus d'eux, d'où le surnom de Würgengel.

## Renforcements
En raison de l'augmentation du trafic et des trains de plus en plus lourds, le pont a dû être consolidé en 1899 et en 1921.

## Démolition
En 1930, la route et le passage sont fermés après l'ouverture de la route sur le pont de Lorraine voisin.
Entre 1936 et 1941, le tracé de la voie ferrée de Wylerfeld vers la gare de Berne est déplacé et passe par le viaduc de Lorraine.
Après l'ouverture du nouveau tracé, le pont rouge a été fermé en 1941 et démoli peu après.